# Ingen mans kvinna
För filmen som bygger på boken, se Ingen mans kvinna (film)
Ingen mans kvinna är en roman av den svenske författaren Bernhard Nordh, första gången utgiven 1946. Den har därefter utkommit i flera nyutgåvor och även översatts till norska och danska.
Den filmatiserades 1953 i regi av Lars-Eric Kjellgren, se Ingen mans kvinna (film). 

### Fotnoter
1. ↑  ”Ingen mans kvinna”. Libris.kb.se. http://libris.kb.se/hitlist?f=simp&q=Bernhard+Nordh+Ingen+mans+kvinna&r=&m=10&s=rc&t=v&d=libris&p=1. Läst 23 mars 2013.
2. ↑  ”Ingen mans kvinna”. Svensk Filmdatabas. http://sfi.se/sv/svensk-filmdatabas/Item/?itemid=4404&type=MOVIE&iv=Basic&ref=/templates/SwedishFilmSearchResult.aspx?id%3d1225%26epslanguage%3dsv%26searchword%3dIngen+mans+kvinna%26type%3dMovieTitle%26match%3dBegin%26page%3d1%26prom%3dFalse. Läst 23 mars 2013.